# Wade Ormsby
Wade Ormsby (Adelaide, 31 maart 1980) is een professioneel golfer uit Australië.

## Professional
Ormsby werd in 2001 professional. Sinds 2004 speelt hij in Europa. Op de Europese Tour eindigde hij in 2004 net hoog genoeg om zijn spelerskaart te behouden. Eind 2005 bereikte hij de 71ste plaats op de Order of Merit, maar sindsdien speelt hij vooral op de Challenge Tour, met matig succes. Eind 2006 moest hij terug naar de Tourschool, weliswaar rechtstreeks naar de Final Stage in San Roque; hij eindigde op de 15de plaats en kreeg zijn kaart terug. Eind 2008 moest hij weer terug naar de Final Stage, ditmaal op de PGA Golf de Catalunya, waar hij op de tweede plaats eindigde.
In 2010 was hij weer op de Tourschool. Hij won de Stage2.

### Overwinningen
- 2010: Tourschool Stage 2.
- 2013: Panasonic Open (India)
- 2018: Hong Kong Open
- 2020: Hong Kong Open